# Лория, Марвин
Марвин Антонио Лория Лейтон (исп. Marvin Antonio Loría Leitón; род. 24 апреля 1997, Сан-Хосе, Коста-Рика) — коста-риканский футболист, защитник клуба «Портленд Тимберс» и сборной Коста-Рики.

## Клубная карьера
Марвин — воспитанник клуба «Саприсса». Дебютировал с клубом 7 ноября 2013 года в матче против клуба «Сантос де Гуапилес». За шесть сезонов сыграл с клубом 10 матчей.
9 марта 2018 года Лория был взят в аренду клубом USL «Портленд Тимберс 2» на один сезон с опцией выкупа. В подэлитном дивизионе США дебютировал 31 марта 2018 года в матче против «Реал Монаркс», выйдя на замену в концовке. 18 мая 2018 года в матче против «Лос-Анджелес Гэлакси II» забил свой первый гол в USL.
6 июня 2018 года был взят первой командой «Портленд Тимберс» в краткосрочную аренду на один матч Открытого кубка США. В матче против «Сан-Хосе Эртквейкс» вышел в стартовом составе.
10 декабря 2018 года Лория подписал контракт с «Портленд Тимберс». В MLS дебютировал 22 июня 2019 года в матче против «Хьюстон Динамо», в котором забил гол и заработал пенальти. 6 апреля 2022 года Лория продлил контракт с «Портленд Тимберс» до конца сезона 2024 с клубной опцией на сезон 2025. Во время предсезонной подготовки в феврале 2024 года получил травму колена, из-за чего пропустил 4—5 месяцев.

## Сборная
В 2017 году в составе молодёжной сборной Коста-Рики Марвин Лория принял участие в чемпионате КОНКАКАФ среди молодёжных команд. Играл в матчах против Сальвадора, Тринидада и Тобаго, Бермудских Островов, Гондураса и Панамы.
За главную сборную Коста-Рики Лория дебютировал 2 февраля 2019 года в товарищеском матче со сборной США.

## Достижения
Командные
 «Саприсса»
- Чемпион Коста-Рики (4): Лето 2014, Зима 2014, Зима 2015, Зима 2016
- Обладатель Кубка Коста-Рики: 2013
- Финалист Кубка Коста-Рики по футболу: 2014